# Аонікс
Аонікс (Aonyx) — рід хижих ссавців з родини мустелові (Mustelidae), представник підродини Видрові (Lutrinae). Усі три види цього роду перебувають під загрозою зникнення, згідно з МСОП.

## Назва
Назва роду походить з грец. α- — «без-», грец. ὄνυξ — «кіготь, ніготь».

## Морфологія
Розрізнення. Aonyx відрізняється від Lutra і Pteronura тим, що перетинки або не доходять до кінця пальців або повністю відсутні, і тим, що мають значно менші кігті. В А. congica на пальцях маленькі, тупі кігті, в А. cinerea кігті дорослих — всього лиш шипи, які не виступають за краї пальцевих подушечок, а в А. capensis є лише крихітні кігті на третьому і четвертому пальцях задніх ніг. У зв'язку з вищезгаданим, Aonyx має дуже чутливі передні лапи та дуже рухливі пальці. A. capensis і A. cinerea мають відносно великі, широкі щічні зуби, мабуть, з метою розламування оболонок крабів і молюсків. А. congica має легші й гостріше зуби, більш пристосовані для різання м'яса.
У Aonyx capensis і Aonyx congicus голова і тіло довжиною 600—1000 мм, хвіст довжиною 400—710 мм, маса 13—34 кг. У найменшого виду, Aonyx cinerea голова і тіло довжиною 450—610 мм, хвіст довжиною 250—350 мм, маса 1—5 кг. Загальне забарвлення коричневе зі світлішим низом і деякими білими мітками на писку, шиї, щоках.

## Поведінка
Середовище проживання варіює від густих дощових лісів до відкритих прибережних площ і напівпустельних місцевостей. Зазвичай аонікси трапляються біля води, віддаючи перевагу тихим ставкам і млявим потокам, але іноді можуть долати значні відстані по суші. Ці ссавці в основному нічні, але в районах, віддалених від людського втручання, можуть бути активними вдень. Лаштують лігво під валунами і корчами, у щілинах під виступами, або в заростях рослинності. Мабуть, не копають власні нори. А. cinerea населяє річки, струмки, естуарії та прибережні води. А. congica, ймовірно, населяє тільки малі, сильні, гірські потоки у важких дощових лісах. Aonyx використовує свої чутливі та спритні лапи, щоб знайти жертву в бруді або під камінням. У неволі А. capensis зазвичай приймають їжу передніми лапами й не їдять просто з землі. У дикій природі цей вид також ловить більшу частину своєї їжі передніми лапами, а не ротом, як Lutra і Pteronura. Поживою для А. capensis і А. cinerea в основному є краби та інші ракоподібні, молюски та жаби; риба не є важливим складником раціону. Були спостереження, що А. capensis використовує тверді предмети, як ковадло, на якому ламає раковини молюсків. Про звички А. congica відомо мало. Через убоге волосся, слабо розвинені лицеві вібриси, будову пальців та особливості зубів ходять чутки, що він більш наземний, ніж інші Aonyx. Вважається, що харчується А. congica в основному порівняно м'яким матеріалом, таким як невеликі наземні хребетні, яйця, і жаби. Якщо це припущення вірне, було б мало конкуренції за їжу між А. congica та іншими видами видрових, які можуть бути в тому ж регіоні.

## Життєвий цикл
А. cinerea можуть давати два приплоди на рік. Вагітність триває 60–64 дні, у виводку від одного до шести, як правило, один або два дитинча. Вони відкривають очі за 40 днів, перший заплив роблять на 9 тиждень, приймають тверду їжу за 80 днів після народження. Мало що відомо про відтворення А. congica, але, ймовірно, він має період вагітності близько 2 місяців, народжується два або три маля, які досягає статевої зрілості приблизно в 1 рік. Полонений А. capensis жив 14 років, а полонений А. cinerea жив близько 16 років.

## Види
| Фото | Назва                                          | Морфометрія                                                 | Середовище проживання | Поведінка | Загрози й охорона |
|      | Дрібнокігтева видра азійська Aonyx cinereus    | Довжина тіла 406–635 мм, хвоста 246–304 мм, маса 2,7–5,5 кг | Водно-болотні системи, мілини рік і струмків, рисові поля — південь Азії від Індії до південного Китаю, Філіппін і до Сингапуру.                                                                     | Харчується переважно крабами, равликами та іншими молюсками, комахами та дрібними рибами, такими як гурамі та соми. Доповнює раціон гризунами, зміями та земноводними. Утворює розширені сімейні групи приблизно з дванадцяти особин. Активність переважно денна. Моногамні пари формуються на все життя. Самці допомагають у будівництві гнізд перед народженням та постачають їжу після пологів. Самиця після ≈60-добової вагітності народжує 1–6 (найчастіше 1–2) відносно нерозвинених малят, які прозрівають на 40-й день, починають їсти тверду їжу через 80 днів, а починають плавати через три місяці. У неволі живе до 16 років. | Загрозами є руйнування середовищ існування та скорочення біомаси здобичі через надмірну експлуатацію. Майже у всіх країнах, що охоплюють ареал, заборонене знищення виду. Однак більшість із цих країн не в змозі контролювати підпільну торгівлю. Створення мереж заповідних територій певною мірою зупинило деградацію середовища проживання. |
|      | Дрібнокігтева видра африканська Aonyx capensis | Довжина тіла 762–880 мм, хвоста 465–515 мм, маса 10–22 кг   | Прісна вода є найважливішою вимогою середовища проживання; трапляється у тому числі в морських середовищах, де є доступ до прісної води — на південь від Сахари, за винятком басейну Конго і пустель | Воліє полювати на глибинах 0,5–1,5 м. У прісноводних середовищах харчується в основному крабами, також споживає жаб, комах, та різні види риб, які складають більшу частину раціону взимку, коли їх сповільнюють холодні температури. У морських ареалах раціон складається в основному з риби. Вид поодинокий, однак періодично трапляються групи з 4–6 особин. Найбільша активність під час світанку та сутінків. Вдень спить у виритих норах чи природних западинах. Самиця після ≈63-добової вагітності народжує 1–3 малят. Малята народжуються безпомічними, але відкривають очі й залишають лігво через 16–30 днів, а відлучаються від молока через 45–60 днів і стають самостійними і статевозрілими до 1 року. Тривалість життя від 10 до 12 років у дикій природі й до 15 років у неволі. | Головною загрозою є зменшення прісноводних екосистем Африки. У частинах ареалу тварин убивають за шкури та інші частини тіла або тому, що їх розглядаються як конкурентів за їжу. Вид присутній у ряді охоронних територій по всьому ареалу. |
|      | Дрібнокігтева видра конголезька Aonyx congicus | Довжина тіла 78–97 см, хвоста 40–59 см, маса 15–25 кг       | Дощові ліси й низинні болота басейну річки Конго — Ангола, Камерун, Центральноафриканська республіка, Конго, Демократична Республіка Конго, Екваторіальна Гвінея, Габон, Руанда, Уганда              | Харчується крабами, молюсками, рибами, жабами та іншими дрібними хребетними й безхребетними. Активність переважно нічна, але в денний час спостерігаються в непорушених болотних угіддях. Спосіб життя переважно поодинокий, хоча сімейні групи також спостерігаються. | Загрозами є вирубка лісів, забруднення води та надмірний вилов риби. Вид присутній у кількох заповідних зонах по всьому ареалу. |